# Vincetoxicum dalhousiae
Vincetoxicum dalhousiae är en oleanderväxtart som först beskrevs av Robert Wight, och fick sitt nu gällande namn av Carl Ernst Otto Kuntze. Vincetoxicum dalhousiae ingår i släktet tulkörter, och familjen oleanderväxter. Inga underarter finns listade i Catalogue of Life.